# بشرى خليلي
بشرى خليلي (مواليد الدار البيضاء 1975) هي فنانة تشكيلية مغربية فرنسية. نشأت بين المغرب وفرنسا، ودرست السينما في جامعة السوربون الجديدة والفنون الجميلة في المدرسة الوطنية العليا للفنون في باريس سيرجي. تعيش في برلين، ألمانيا.

## أعمالها
من خلال العمل مع الأفلام والفيديو والتركيب والتصوير الفوتوغرافي والمطبوعات، توضح ممارسة خليلي اللغة والذاتية والشفوية والاستكشافات الجغرافية. "غالبًا ما تعيد صياغة الاستراتيجيات الجمالية للسينما الوثائقية للتركيز على التكهنات التاريخية وتمثيل الموضوعات التي جعلتها الدولة القومية غير مرئية". يمكن النظر إلى كل مشروع من مشاريعها على أنه منصة مقدمة لأعضاء الأقلية السياسية لتطوير ورواية ومشاركة استراتيجيات وخطابات المقاومة.
يركز عملها الفني على سرد القصص الشخصية التي تمس السياسات القاسية، وتطوير مناهج نقدية وأخلاقية للتشكيك في المواطنة والمجتمع والوكالة السياسية. تلتقي بموضوعاتها الفنية المستهدفة خلال رحلتها عبر الشرق الأوسط وشمال إفريقيا وأوروبا، في مواقع العبور، وبالتالي تجري سلسلة من الاجتماعات والمحادثات الأولية أثناء تصويرها وجمع البيانات اللازمة لها.
من خلال تضمين الموضوعات في أعمالها الفنية، فإنها تضفي لمسة إنسانية أكثر حساسية، وتصور قصصًا ومصاعب حقيقية من الحياة، حيث يمكن للجمهور بعد ذلك الارتباط والتضامن، مما يجعل التجربة أكثر حميمية وشخصية.
في معظم أعمالها، لا تُرى الموضوعات بالضرورة ولكنها ليست بلا صوت أيضًا ؛ يتم التعبير عنهم وسماعهم بشكل حاسم، ويتحدثون بلغتهم الخاصة، مضيفين بذلك اللمسة الإنسانية دون التهرب من خصوصيتهم وعدم الراحة.
لا يعتمد عملها على التمثيل الدموي المبتذل للأجساد المعاناة، والصور المشحونة، والمونتاج المحيط لإحداث تأثير، بل يعتمد على تقنيات تصوير محددة وإطارات ثابتة بالإضافة إلى إطار اللغة المنطوقة نفسها.
وفقًا لذلك، وبدقة ودقة، تتحدى مشاريعها السرديات المهيمنة حول الهجرة وانعدام الجنسية، فضلاً عن العنف الذي تولده وتطبيعه، مع الدفع أيضًا بممارسة الأفلام الوثائقية المعاصرة إلى الأمام، أخلاقياً وجماليًا.

## المعارض
عُرضت أعمال خليلي دوليًا ومما عرضته:
العرض الفردي "The Mapping Journey Project" في MoMA، نيويورك (2016) 
"وزارة الخارجية"، العرض الفردي في قصر طوكيو، باريس (2015) 
"Garden Conversation"، عرض منفرد في MACBA، برشلونة (2015) 
"هنا وفي مكان آخر"، نيو ميوزيم، نيويورك (2014)
"The Opposite of the Voice-Over"، عرض منفرد في معرض Justina M. Barnicke، تورنتو (2013) 
"القصر الموسوعي"، بينالي البندقية الخامس والخمسين (2013) 
"Living Labour"، عرض منفرد في PAMM، ميامي (2013) 
"La Triennale"، قصر طوكيو، باريس (2012) ؛ بينالي سيدني الثامن عشر (2012) 
بينالي الشارقة العاشر (2011) 
وثيقة 14 (2017) 

## الجوائز
من بين ما حصلت عليه خليلي من جوائز نذكر:
"زمالة معهد رادكليف"، معهد رادكليف للدراسات المتقدمة، جامعة هارفارد (2017-2018) 
"جائزة مجموعة أبراج الفنية"، (2014)" 
"جائزة Sam Art 2013-2015 "، Sam Art Projects، باريس 
"DAAD Artists-in-Berlin Program "(2012) 
"زمالة مركز فيرا ليست للفنون والسياسة" (المدرسة الجديدة، نيويورك، 2011-2013) 
"Villa Médicis Hors-les Murs" (2010)
"جائزة Videobrasil Residency" (2009) 
"Image-Mouvement Grant" (المركز الوطني الفرنسي للفنون، 2008) ؛
"جائزة لويس لوميير للأفلام الوثائقية" (مكتب الأفلام، وزارة الخارجية، فرنسا، 2005).

## أعمال فنية مختارة
- 2018: اثنتان وعشرون ساعة. تركيب الفيديو. قناة واحدة
- 2017: جمعية العاصفة. تركيب الفيديو. قناة واحدة [15]
- 2015: وزارة الخارجية. مشروع وسائط مختلطة يتكون من فيلم رقمي وسلسلة من الصور وطباعة بالشاشة الحريرية
- 2014: محادثة الحديقة. فيلم رقمي. 18 دقيقة
- 2012-2013: سلسلة الخطابات. 3 أفلام رقمية
- 2012: البحار . فيلم رقمي
- 2012: سلسلة الأقدام الرطبة. سلسلة صور
- 2011: سلسلة الأبراج. سلسلة من 8 مطبوعات بالشاشة الحريرية
- 2008-2011: مشروع رحلة رسم الخرائط . تركيب الفيديو. 8 قنوات مفردة

## منشورات وكتالوجات مختارة
- 2015: بشرى خليلي - وزارة الخارجية. كتاب مونوغراف. مجموعة Sam Art Projects، 12 [22]
- 2014: هنا وفي مكان آخر. حرره ماسيميليانو جيوني، وغاري كاريون موراياري، وناتالي بيل، مع نيجار عظيمي وكايلين ويلسون-غولدي. المتحف الجديد، نيويورك [23]
- 2014: Freedom، KunstPalais Edition، Erlangen، Germany [24]
- 2013: القصر الموسوعي: كتاب الدليل، بينالي البندقية الخامس والخمسين. مؤسسة بينالي البندقية
- 2013: القصر الموسوعي: كتالوج، بينالي البندقية الخامس والخمسين. مؤسسة بينالي البندقية
- 2013: بينالي موسكو الخامس، كاترين دي زغير، مؤسسة بينالي موسكو
- 2013: Mirages d'Orient، Grenades et Figues de Barbarie، Ed. أكتس سود بيو آرتس [25]
- 2012: القرب الشديد، الدليل. المركز الوطني للفنون البلاستيكية - أرتليس [26]
- 2012: القرب الشديد، المختارات. المركز الوطني للفنون البلاستيكية - أرتليس [27]
- 2011: الطفرات ووجهات النظر في التصوير الفوتوغرافي. ستيدل / باريس فوتو، 2011 [28]
- 2011: مؤامرة لبينالي. مؤسسة الشارقة للفنون [29]
- 2010 بشرى خليلي - رسم خرائط القصة. كتاب مونوغراف. Le Bureau des Compétences et Désirs / Presses du Réel [30]

## روابط خارجية
- بشرى خليلي: معرض مشروع رحلة رسم الخرائط في متحف الفن الحديث
- http://www.bouchrakhalili.com
- http://www.galeriepolaris.com/artistes.php؟id=60 نسخة محفوظة 2016-10-13 على موقع واي باك مشين.
- https://web.archive.org/web/20150508152540/http://www.adngaleria.com/web/pag/fitxa_img.asp؟i=2460&o=4&la=ar
- http://www.afterall.org/online/bouchra-khalili_the-speeches-series.a-reflection-from-europe/#. VVYEttyhM7s
- http://www.ibraaz.org/essays/115
- http://www.blouinartinfo.com/news/story/1132365/bouchra-khalili-maps-algierss-foreign-offices-at-the-palais نسخة محفوظة 8 يوليو 2019 على موقع واي باك مشين.
- http://www.blouinartinfo.com/news/story/855843/french-moroccan-artist-bouchra-khalili-maps-the-migrant نسخة محفوظة 8 يوليو 2019 على موقع واي باك مشين.
- http://www.frieze.com/issue/article/focus-bouchra-khalili/ نسخة محفوظة 25 يناير 2016 على موقع واي باك مشين.
- https://www.documenta14.de/en/artists/13565/bouchra-khalili [15]
- A rnisa Zeqo: الشعر المدني: عن أعمال بشرى خليلي، كاميرا أوستريا إنترناشونال 149 | 2020